# Hematina

Estructura de la hematina

La hematina, (también conocida como ferrihemo, hematosina, hidroxihemina, oxiheme, fenodina u oxihemocromógeno) es un pigmento azul oscuro o pardo que contiene hierro en estado férrico, obtenido por la oxidación del grupo químico hemo.
La hematina inhibe la síntesis de porfirina y estimula la síntesis de globina. Es un componente de los citocromos y las peroxidasas, y también se usa como reactivo.
Algunos parásitos convierten al grupo hemo en hematina, la cual biocristaliza para evitar la toxicidad del grupo hemo. Tal es el caso del Plasmodium y del Schistosoma mansoni El compuesto cristalizado recibe el nombre de hemozoína.  
La administración de glucosa y hematina es la cura estándar contra las denominadas porfirias, un grupo heterogéneo de raras enfermedades metabólicas.   
. 